# 桑畑裕輔
桑畑 裕輔（くわはた ゆうすけ、1988年11月15日 - ）は、日本の元男性声優。AIR AGENCYに所属していた。岡山県出身。

## 略歴・人物
アミューズメントメディア総合学院、 AIR AGENCYワークショップ出身。
小川祥平、田中誠人、安田廉平、山本彬とともに、「SEXY BREEZ」という事務所内ユニットを組んでいた。
2016年12月15日をもってAIR AGENCYを退所し、声優業を引退した。

## 後任
桑畑の引退後、持ち役を引き継いだ人物は以下の通り。
- 広瀬裕也 - 『夢王国と眠れる100人の王子様』：レイス
- 熊澤玄徳 - 『モブサイコ100』:朝日豪

## 出演
太字はメインキャラクター。

### テレビアニメ
2010年
- カッコカワイイ宣言!（男子生徒1）

2011年
- ウルヴァリン（黒服、組員、手下）
- 快盗天使ツインエンジェル（男子生徒A）
- 花咲くいろは（生徒C、店員）
- 緋弾のアリア（男性A）
- Fate/Zero（アサシン）
- べるぜバブ（男子生徒A）
- ベン・トー（サバゲー仲間）
- 放浪息子

2012年
- AKB0048（兵士B）
- カンピオーネ! 〜まつろわぬ神々と神殺しの魔王〜（名波、生徒C）
- CØDE:BREAKER（武田）
- さくら荘のペットな彼女（客8）
- ジョジョの奇妙な冒険（ヤジA）
- モーレツ宇宙海賊（乗組員）
- もやしもん リターンズ（学生B）
- ROBOTICS;NOTES（記者B）

2013年
- RDG レッドデータガール（大河内）
- ガンダムビルドファイターズ（男子生徒）
- 黒子のバスケ（古橋康次郎）
- ダンボール戦機WARS（ロイ・チェン）
- たまゆら〜もあぐれっしぶ〜（野球部員）
- よんでますよ、アザゼルさん。Z（警官B、通行人）
- ストライク・ザ・ブラッド（D種）

2014年
- ガイストクラッシャー（スカーレッド・ウロボロス）
- 残響のテロル（木下）
- シドニアの騎士（訓練生）
- ディスク・ウォーズ:アベンジャーズ（クリス・テイラー）

2015年
- 赤髪の白雪姫（兵士B）
- コンクリート・レボルティオ〜超人幻想〜（職員、モリィ）
- 蒼穹のファフナー EXODUS（隊員、操縦士）
- ノラガミ ARAGOTO（少年B）

2016年
- この男子、魔法がお仕事です。（魔王）
- モブサイコ100（朝日豪）

### 劇場アニメ
- 青の祓魔師 ―劇場版―（2012年）
- 図書館戦争 革命のつばさ（2012年）
- スタードライバー THE MOVIE（2013年）

### OVA
- CØDE:BREAKER（2012年、武田）
- タイトロープ（2012年、学生2）

### Webアニメ
- CATMAN（2007年）

### ゲーム
2007年
- ワールドサッカー ウイニングイレブン 2008

2010年
- のーふぇいと! 〜only the power of will〜

2011年
- 源×平学園合戦録（平維盛）
- さかあがりハリケーンPortable
- たんていぶ
- デュラララ!! 3way standoff -alley-
- とある科学の超電磁砲
- 猛獣使いと王子様 〜Snow Bride〜

2012年
- コープスパーティー -THE ANTHOLOGY- サチコの恋愛遊戯♥Hysteric Birthday 2U（後藤敏久）
- HUNTER×HUNTER ワンダーアドベンチャー
- 百鬼夜行〜怪談ロマンス〜
- フォトカノ

2013年
- ダンボール戦機ウォーズ（ロイ・チェン）

2014年
- 里見八犬伝 八珠之記（山村房八）
- 里見八犬伝 浜路姫之記（山村房八）
- ソードアート・オンライン-ホロウ・フラグメント-
- ノスタルジア（ミザール）

2015年
- 里見八犬伝　村雨丸之記（山村房八）
- 夢王国と眠れる100人の王子様（レイス）

2016年
- 三国志ものがたり（陳武）
- マクロスΔスクランブル（ハンス・シュヴァルム）

### ドラマCD
- アインザッツ（役所豊）
- あさひるばん
- Vassalord
- オトコのコはメイド服がお好き!?
- GOOD LUCK HUNTER
- 声はして涙は見えぬ濡れ烏
- 5時から9時まで（エリック[10]）
- となりの怪物くん（時田）
- Hello,good-bye 〜ありふれた奇跡をあなたへ〜
- ふたりじめ
- 真代家こんぷれっくす!（真代紺）

### 吹き替え
- クリンスキン
- ダークネスナイト（デーヴィス）
- ロビン・フッド（ルーク）

### ボイスオーバー
- 未来世紀ジパング〜沸騰現場の経済学〜

### ナレーション
- アミューズメントメディア総合学院TVCM
- ブリーズライト　店内CM

### +Voice
- 先生、イケメンです!（高木祥太郎）
- ネガティブツインタワー（男子）
- マップスネクストシート（守備兵）
- 武蔵野線の姉妹（男性客）

### その他コンテンツ
- Situation voice contents 女性向け・禁断極上シチュエーションボイス「禁断の恋・忍びの彼の忍ぶ恋心」